# Всея Руси

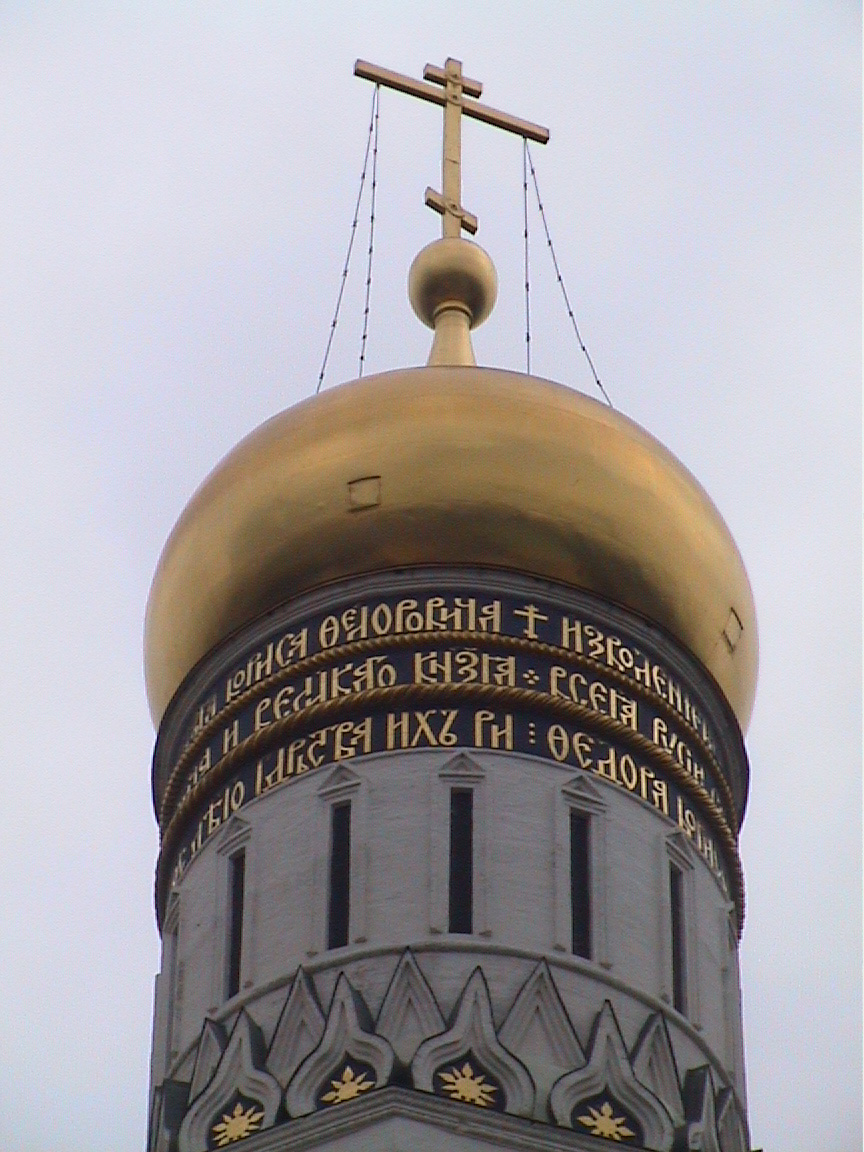
Царский и великокняжеский титул на куполе колокольни Ивана Великого

«Всея́ Руси́» (ст.‑слав. Всеꙗ Русіи) — приставка к титулу русских великих князей и царей, а также предстоятелей Русской православной церкви (используется и в наши дни). В переводе с церковнославянского языка означает «всей Руси» (родительный падеж). В эпоху Российской империи использовалась в форме «Всероссийский».

## Представители духовной власти
В титуле митрополитов Киевских (позже переместивших свою резиденцию во Владимир, а затем в Москву, но при этом оставаясь митрополитами Киевскими) появилась с 1160-х годов, подчёркивая единство церкви в условиях наступившей на Руси феодальной раздробленности. После разделения в XV веке общерусской Киевской митрополии на московскую и киево-литовскую части приставка «всея Русии» сохранилась за предстоятелями обеих кафедр. Титул «митрополит всея Русии» (без слова «Киевский») использовался московскими митрополитами, а с 1589 года — московскими патриархами. 
Киевские митрополиты в 1458—1688 годах носили приставку к титулу «Киевский, Галицкий и всея Руси». После того, как Киевская митрополия вошла в состав Московского патриархата, их приставка к титулу была уточнена словом «Малой» — «митрополит Киевский, Галицкий и всея Малой Руси» (России). Греко-католические митрополиты после 1838 года сменили приставку «Киевский, Галицкий и всея Руси» на «Галицкий».

## Представители светской власти

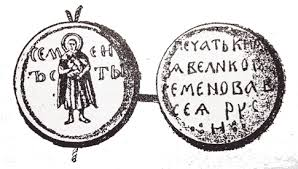
Печать Симеона Гордого — «князя великого Всея Руси»

Печать Дмитрия Донского

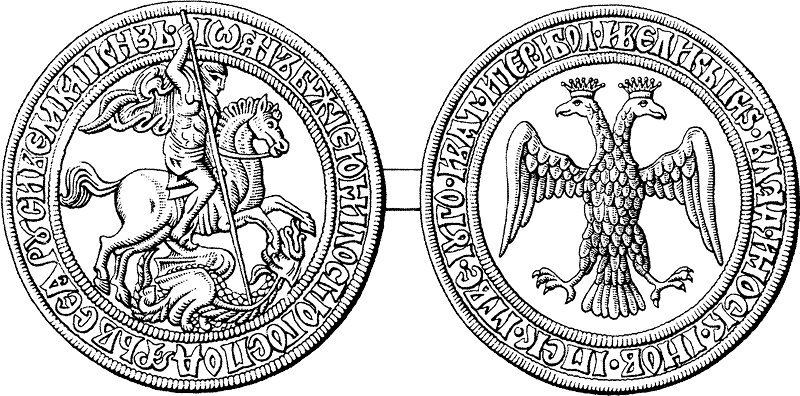
Титул «Господарь всея Руси» на великокняжеской печати Ивана III

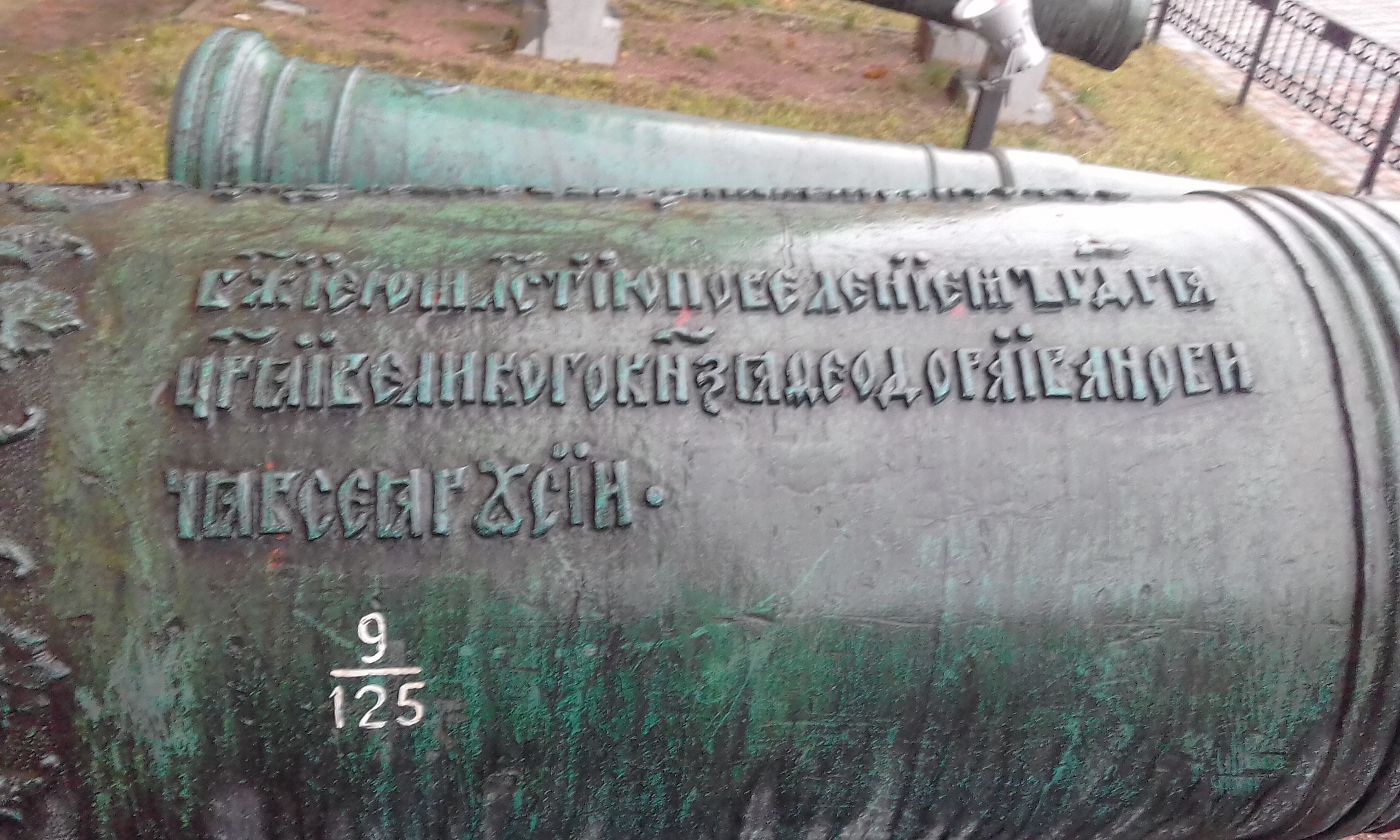
Надпись на пищали «Лев» Андрея Чохова (1590 год): «Божьей милостью повелением государя, царя и великого князя Фёдора Ивановича всея Руси»

В титулах светских правителей приставка употреблялась эпизодически. Она не совпадала с фактическими размерами их владений, однако содержала в себе представление о номинальном политическом единстве русских земель и главенстве её обладателя в княжеской иерархии.
В домонгольское время приставка прилагалась к киевским князьям. В источниках она встречается применительно к Всеволоду Ярославичу, Владимиру Мономаху, Юрию Долгорукому, Ростиславу Мстиславичу (или Мстиславу Изяславичу, имя правящего на тот момент в Киеве князя не названо), Мстиславу Романовичу Смоленскому и Роману Мстиславичу Галицко-Волынскому.
После того, как в результате монгольского нашествия Киев пришёл в упадок, старейшими среди всех русских правителей в Орде были формально признаны великие князья Владимирские. В 1299 году из Киева во Владимир переехал митрополит Киевский и всея Руси Максим. Первым бесспорным обладателем приставки из владимирских князей был Михаил Ярославич Тверской. После него приставку носили все владевшие Владимиром московские князья, начиная с Ивана Калиты.
В богатой переписке на греческом языке между византийским патриархами и императорами и великими князьями Иван Калита, Симеон Гордый, Иван II, Дмитрий Донской и Василий I последовательно называются Μέγας ῥὴξ πάσης Ῥωσίας «великий король всей России». Так пишут не только патриархи, но даже император Иоанн Кантакузин в 1347 году. Считается, что такое титулование не было односторонним и использовалось самими великими князьями в письмах, адресованных в Византию.
С конца XV века титул приобретает официальный характер и становится обязательным элементом титулатуры московских великих князей.
С XVI века в титулах московских царей изредка встречается эллинизированная форма «всея Росіи». С 1654 по 1721 год приставка расширилась до более подробной — так официальный титул Алексея Михайловича гласил «всея Великия и Малыя и Белыя России самодержец». В эпоху Российской империи государев титул трансформировался в «Император всероссийский».
Правители Галицко-Волынского княжества в XIII—XIV веках помимо княжеского титула стали носить пожалованный Папой Римским титул королей Руси. По мнению Я.Исаевича, они подразумевали под «Русью» территорию своего княжества. По мнению Л. Войтовича, титул был претензионный и распространялся на всю Русь. С приставкой «всея» он отмечен в письме братьев Андрея и Льва Юрьевичей к магистру Тевтонского ордена (1316 год) — duces totius terrae Russiae, Galiciae et Lademiriae («князья всей земли Руси, Галича и Владимира») и в грамоте князя Юрия Тройденовича (1335 год) — dux totius Russiae Minoris («князь всей Малой Руси»).
Также титул правителей Руси использовался некоторыми  гетманами Войска Запорожского. Так Богдан Хмельницкий, в дипломатической переписке с османским султаном, подписывался как «Гетман Войска Запорожского и всея Руси».